# Cantonul Châteaurenard
Cantonul Châteaurenard este un canton din arondismentul Arles, departamentul Bouches-du-Rhône, regiunea Provence-Alpes-Côte d'Azur, Franța.

## Comune
- Barbentane
- Châteaurenard (reședință)
- Eyragues
- Graveson
- Noves
- Rognonas